# 我要去西藏
《我要去西藏》是乌兰托娅演唱的一首歌曲，由刘新圈作词、石磊作曲，发行于2009年1月17日，收录在专辑《我要去西藏》中。同名专辑《我要去西藏》曾获得“最佳唱片榜”2009第一季获奖唱片。